# Dolnośląskie Towarzystwo Muzyczne
Dolnośląskie Towarzystwo Muzyczne (DTM) – najstarsze stowarzyszenie muzyczne na Dolnym Śląsku, założone w 1945 roku. Prowadzi działalność pożytku publicznego (nieodpłatna i odpłatna) w zakresie m.in.: nauki, edukacji, oświaty i wychowania, kultury i sztuki, zakładania i prowadzenia społecznych szkół i ognisk muzycznych; tworzenia i prowadzenia zespołów muzycznych; organizowania wszelkiego rodzaju imprez umuzykalniających i okolicznościowych oraz wypoczynku dzieci i młodzieży.
DTM prowadzi 15 społecznych ognisk muzycznych i artystycznych na terenie województwa dolnośląskiego.
W 2021 roku stowarzyszenie zostało odznaczone Złotą Odznaką Honorową Wrocławia.

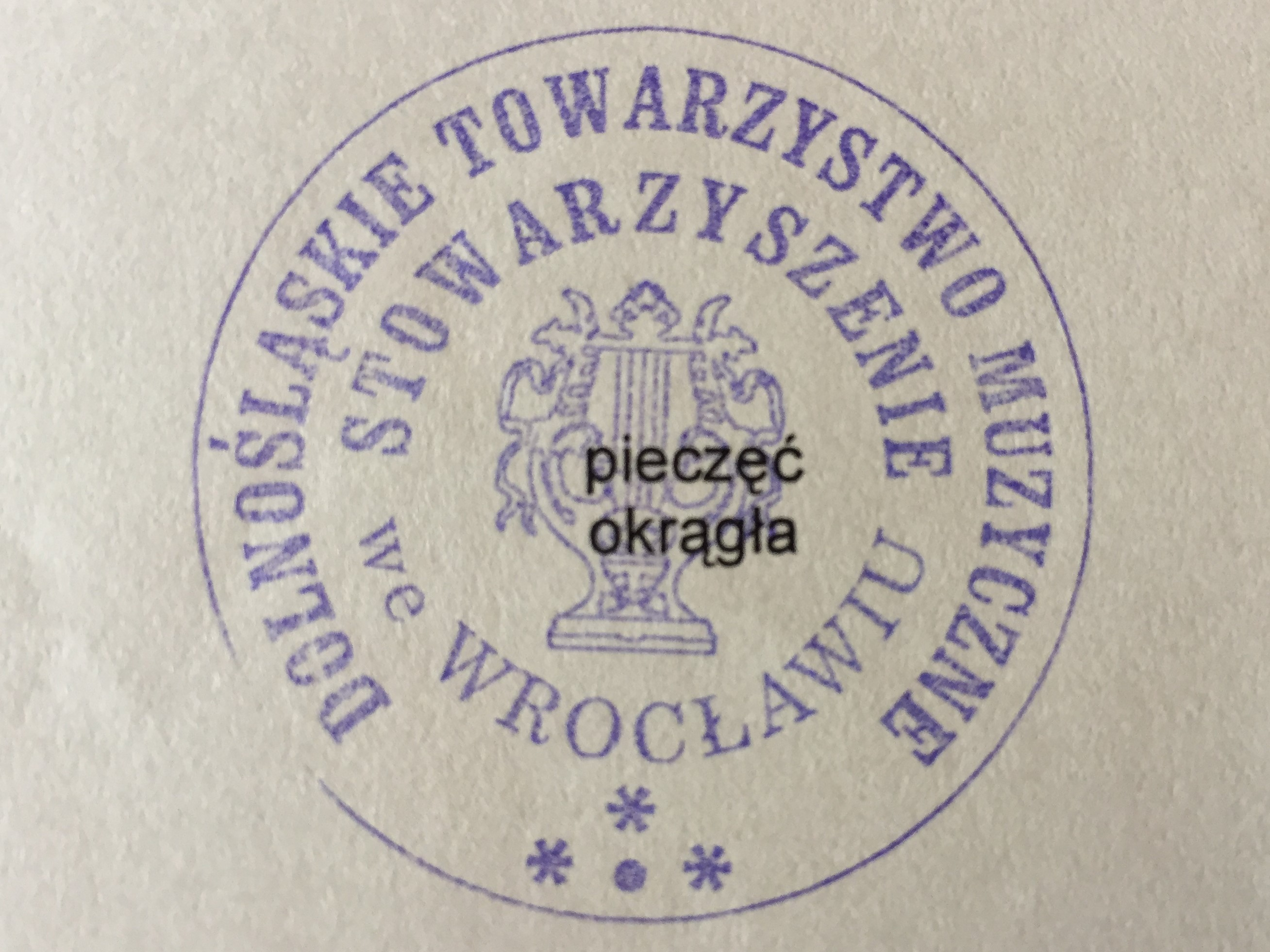
Pieczęć Dolnośląskiego Towarzystwa Muzycznego
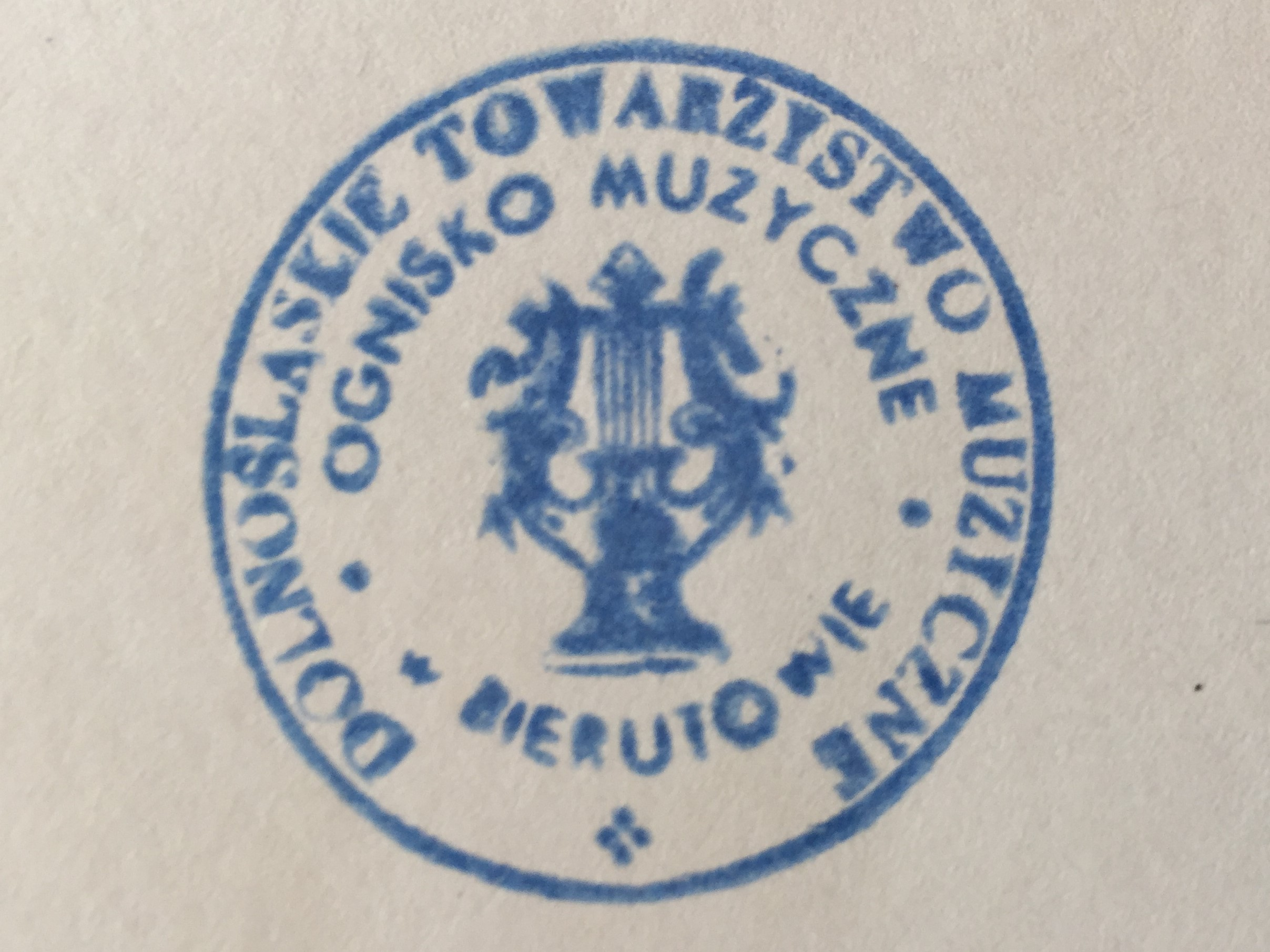
Pieczęć Społecznego Ogniska Muzycznego w Bierutowie